# 薩溫齊 (斯里布涅區)
50°34′47″N 32°54′33″E / 50.57972°N 32.90917°E
薩溫齊（烏克蘭語：Савинці），是烏克蘭北部的村莊，隸屬切爾尼希夫州的普里盧基區。該村始建於1550年，面積2.38平方公里，海拔高度144米，2001年人口543，人口密度每平方公里244.4人。